# 屠海令
屠海令（1946年—），辽宁锦县人，汉族，中华人民共和国政治人物，中国共产党党员，第十一届全国人民代表大会内蒙古地区代表。
毕业于英国巴斯大学物理学院固体物理专业。2008年，担任全国人大财政经济委员会委员，中国有色金属工业协会副会长、北京有色金属研究总院名誉院长。